# آنتسیرابه آفووآنی
آنتسیرابه آفووآنی (به لاتین: Antsirabe Afovoany) یک منطقهٔ مسکونی در ماداگاسکار است که در ماندریتسارا واقع شده‌است. آنتسیرابه آفووآنی ۱۳٬۰۰۰ نفر جمعیت دارد و ۳۷۲ متر بالاتر از سطح دریا واقع شده‌است.